# Meiwa (Gunma)
Meiwa (明和町?, Meiwa-machi) è una cittadina giapponese della prefettura di Gunma.